# CD Bidasoa
Club Deportivo Bidasoa é um clube de handebol de Irun, Espanha. O clube foi fundado em 1962, competindo inicialmente na liga local. teve na temportada 1994-1995 sua melhor fase, ganhando o campeonato europeu e a Liga ASOBAL.

## Títulos

### EHF
- Campeão: 1994-1995

### Liga ASOBAL
- Campeão: 1994–95

### Copa do Rey
- 1991–92, 1995–96

## Ligações Externas
- Oficial
- página na EHF